# Mit-Mach-Mühle
Die Mit-Mach-Mühle war eine Mitmachsendung des KiKA, die sich an Kinder im Vorschulalter richtete und sie dazu animieren sollte, verschiedenste Gegenstände nach gegebenen Tipps zu basteln, Bilder zu malen, und diese ggf. an den KiKA einzusenden. Die von Juri Tetzlaff und Singa Gätgens moderierte Sendung wurde 2011 eingestellt.

## Handlung
In einer Mühle lebten und arbeiteten Juri und Singa – die beiden Moderatoren der Sendung – sowie Feli Filu, ein blaues Monstermädchen. Diese entdeckten immer wieder etwas Neues und Spannendes, das sie interessierte, oder kamen auf eigene Ideen. Dazu fiel einer der agierenden Figuren ein Bastel- oder Experimenttipp ein, der erklärt und dessen Resultat vorgeführt wurde.
Im zweiten Teil der Sendung wurden die Kinder durch eine bestimmte Begebenheit dazu animiert, Bilder zu malen, oder etwas Bestimmtes zu basteln, und es einzusenden. (Beispiel: Die Schnecke verschüttet Farbe auf der Wiese und bildet dann, um diese von sich loszubekommen, eine bestimmte Schneckenspur, woraus die Kinder ein Bild malen sollen, in dem die Form der Schneckenspur vorkommt.)
Zwischen diesen beiden Teilen wurden – entweder von der Schnecke Paula oder von Spinne Pit zusammen mit einem der beiden Moderatoren – die Bilder angesehen, die von Kindern zugesandt wurden. Manche dieser Bilder wurden mit einem kleinen Geschenk belohnt.

## Charaktere
Neben den beiden Moderatoren Juri und Singa gab es in der Rahmenhandlung noch weitere erfundene Charaktere:
- Feli Filu ein blaues, aufgewecktes Monstermädchen, das auch aus der Sesamstraße bekannt ist. Es ist der einzige Charakter, der als Puppe gespielt wurde.
- Der Frosch wohnte im Froschteich und trat nie optisch in Erscheinung, sondern war immer nur mittels Telefon zu hören.
- Pinselschnecke Paula Paletta ging in ihrem Heckenatelier ihrer Malertätigkeit nach, und präsentierte spezielle Kinderbilder an der Leinwand im Garten, die sie anschließend mit einem Geschenk auszeichnete. Sie war genauso wie Pit computeranimiert.
- Postsortierspinne Pit sortierte die Bilderpost, die in Säcken ankam, mittels einer Postsortieranlage, und sah sich einige der Bilder mit Juri oder Singa zusammen an.